# NGC 7070
NGC 7070 هي مجرة حلزونية تبعد حوالي 98 مليون سنة ضوئية تقع في كوكبة الكركي (كوكبة). ويقدر قطرها ب 120,000 سنة ضوئية ولها مجرة مصاحبة قريبة تدعى NGC 7070A. تم اكتشافه من قبل عالم الفلك جون هيرشل في 5 سبتمبر 1834.

## الخصائص
NGC 7070 عضو في مجموعة من المجرات المعروفة باسم مجموعة NGC 7079.

## وصلات خارجية
- NGC 7070 على موقع ويكي سكاي: DSS2, SDSS, GALEX, IRAS, Hydrogen α, X-Ray, Astrophoto, Sky Map, Articles and images